# Квинси (Мичиген)
Квинси (енгл. Quincy) град је у америчкој савезној држави Мичиген.

## Демографија
По попису из 2010. године број становника је 1.652, што је 49 (-2,9%) становника мање него 2000. године.
| Група             | 2000.         | 2010.         |
| Белци             | 1.638 (96,3%) | 1.578 (95,5%) |
| Афроамериканци    | 5 (0,3%)      | 9 (0,5%)      |
| Азијати           | 4 (0,2%)      | 7 (0,4%)      |
| Хиспаноамериканци | 40 (2,4%)     | 42 (2,5%)     |
| Укупно            | 1.701         | 1.652         |